# Tony Tolbert
Tony Lewis Tolbert (* 29. Dezember 1967 in Tuskegee, Alabama, USA) ist ein ehemaliger US-amerikanischer American-Football-Spieler. Er spielte Defensive End in der National Football League (NFL) bei den Dallas Cowboys. 

## Karriere
Tolbert spielte an der University of Texas at El Paso und wurde 1989 von den Dallas Cowboys in der vierten Runde NFL Draft 1989 an 85. Stelle verpflichtet. Bereits in seinem ersten Profijahr erhielt er Einsatzzeit in der Abwehr der Cowboys und konnte zwei Sacks erzielen. Die Mannschaft der Cowboys war vom Teambesitzer der Cowboys Jerry Jones und dem Trainer der Mannschaft Jimmy Johnson aus jungen, erfolgshungrigen Spielern aufgebaut worden und entwickelte sich zu dem dominierenden Footballteam der 90er Jahre. Tolbert konnte daher mit seiner Mannschaft dreimal den Super Bowl gewinnen, 1992 den Super Bowl XXVII gegen die Buffalo Bills mit 52:17, im Jahr darauf gegen die gleiche Mannschaft den Super Bowl XXVIII mit 30:13 und im Jahr 1995 den Super Bowl XXX gegen die Pittsburgh Steelers mit 27:17. Nach der Saison 1997 wurde Tolbert nach neun Spielzeiten und 144 Spielen in der regular Season entlassen. Er konnte insgesamt 59 Sacks erzielen und einen Pass abfangen (Interception) und diesen zu einem Touchdown in die gegnerische Endzone zurücktragen.
Tolbert spielte 1996 einmal im Pro Bowl, dem Saisonabschlussspiel der besten Footballspieler einer Saison.